# Les Côtes-d’Arey
Les Côtes-d’Arey település Franciaországban, Isère megyében. Lakosainak száma 2023 fő (2022. január 1.). Les Côtes-d’Arey Saint-Prim, Saint-Sorlin-de-Vienne, Vernioz, Vienne, Chalon, Cheyssieu, Jardin, Reventin-Vaugris és Auberives-sur-Varèze községekkel határos.

## Népesség
A település népességének változása:
| Lakosok száma | 639  | 1059 | 1214 | 1729 | 1947 | 1983 | 2026 | 2024 | 2023 | 2023 |
|               | 1968 | 1982 | 1990 | 2006 | 2013 | 2015 | 2017 | 2019 | 2020 | 2022 |